# Петрушан
Петрушан (алб. Pjetërshan) је насељено место у општини Ђаковица, на Косову и Метохији. Према попису становништва из 2011. у насељу је живело 209 становника.

## Становништво
Према попису из 2011. године, Петрушан има следећи етнички састав становништва:
| Националност | 2011.        |
| Албанци      | 209 (100,0%) |
| Укупно       | 209          |

| Демографија | Демографија | Демографија |
| Година      | Становника  | Становника  |
| ----------- | ----------- | ----------- |
| 1948.       | 175         |             |
| 1953.       | 200         |             |
| 1961.       | 247         |             |
| 1971.       | 312         |             |
| 1981.       | 425         |             |
| 1991.       | 504         |             |
| 2011.       | 209         |             |